# ريك سلون
ريك سلون (بالإنجليزية: Rick Sloan)‏ هو منافس ألعاب قوى أمريكي، ولد في 1946 في فوليرتون في الولايات المتحدة.

## وصلات خارجية
- ريك سلون على موقع الاتحاد الدولي لألعاب القوى (الإنجليزية)
- ريك سلون على موقع أوليمبيديا (الإنجليزية)